# Живко
Живко је јужнословенско име настало од корена именице жив.
Може се односити на следеће особе:
- Живко Гоцић, српски ватерполиста
- Живко Живковић, српски фудбалер
- Живко Николић, југословенски и црногорски филмски режисер
- Живко Радишић . политичар босанских Срба
- Живко Стојсављевић, српски сликар
- Живко Топаловић, југословенски социјалистички политичар
- Живко Чинго, македонски писац
- Живко Шибалић, рођено име епископа српског Теодосија